# Kettenfauststoß
Beim Kettenfauststoß handelt es sich um eine Selbstverteidigungstechnik, bei der in schneller Abfolge Fauststöße beider Hände erfolgen.

## Ausführung
Die Stöße erfolgen auf gerader Linie. Es befindet sich immer ein Arm im vollendeten Stoß, während der andere mit der Hand vor den Körper angezogen ist. Nachdem der stoßende Arm die gewünschte Streckung (variiert je nach Stilrichtung) erreicht hat, wird er zurückgezogen, während der zweite Arm nach vorne gestoßen wird.
Daraus resultiert eine kontinuierliche Fauststoßbewegung, bei der beide Arme zeitversetzt dieselbe Bewegung ausführen. Es wird dabei meistens die nach vorne bewegte Faust über die zurückgezogene gestoßen.
Die Faust wird beim Kettenfauststoß im Gegensatz zu vielen anderen Stoßtechniken vertikal gehalten und bildet eine gerade Verlängerung des Unterarms.
Beim Kettenfauststoß können Schläge in der Häufigkeit von 110–150 Stöße pro Minute ausgeführt werden.

## Anwendungsgebiet
Bekannt ist der Kettenfauststoß heutzutage aus der Kampfkunst Wing Chun.